# Dragon Ash
Dragon Ash, inaczej Doragon Asshu (jap. ドラゴンアッシュ) – japońska grupa rockowa powstała w 1996 roku w Tokio. Zespół wykonuje muzykę z pogranicza takich gatunków jak punk rock, hip-hop, rock alternatywny, czy Mixture Rock (jap. ミクスチャー・ロック). Szacowany nakład ze sprzedaży wszystkich nagrań zespołu wynosi ponad 10 milionów egzemplarzy.

## Dyskografia
Wybrana twórczość

### EP
- 1997 The Day dragged on
- 1997: Public Garden

### Albumy studyjne
- 1997: Mustang!
- 1998: Buzz Songs
- 1999: Viva La Revolution
- 2001: LILY OF DA VALLEY
- 2003: HARVEST
- 2005: Río de Emoción
- 2007: INDEPENDIENTE
- 2009: FREEDOM
- 2010: MIXTURE
- 2014: THE FACES